# Molophilus (Molophilus) mattina
Molophilus (Molophilus) mattina is een tweevleugelige uit de familie steltmuggen (Limoniidae). De soort komt voor in het Australaziatisch gebied.